# Codacons
Il Coordinamento delle associazioni per la difesa dell'ambiente e dei diritti degli utenti e dei consumatori, comunemente conosciuto come Codacons è un'associazione senza fini di lucro, nata nel 1986 in difesa dei consumatori e dell'ambiente, quale erede di precedenti campagne risalenti alla cosiddetta "guerra alla SIP" del 1976.
Il Codacons fa parte del Consiglio nazionale dei consumatori e degli utenti (CNCU), nonché di numerose commissioni consultive della Pubblica Amministrazione.
Secondo il proprio statuto, opera con l'esclusiva finalità di tutelare, con ogni mezzo legittimo (e in particolar modo attraverso lo strumento giudiziario), i diritti e gli interessi di consumatori e utenti.

## Struttura
Il Codacons ha una propria organizzazione, anche di associati individuali, articolata in varie sedi sparse su tutto il territorio nazionale. In particolare, è strutturato in un’organizzazione centrale, con un Collegio di presidenza e un segretario generale, e in sezioni regionali, che sono dotate di autonomia organizzativa e hanno un proprio presidente regionale. Il Presidente regionale rappresenta l'associazione congiuntamente e disgiuntamente al presidente, ai vicepresidenti e al segretario generale.
Gli altri principali strumenti operativi del Codacons, finalizzati anche al collegamento con altri Stati, sono un Centro studi sul territorio, un Centro per l'immagine pubblica, una serie di osservatori (tra cui l'Osservatorio sui servizi pubblici e il Copalcons - Osservatorio sulle pubblicità alimentari) e un ufficio legale. Il presidente nazionale è Carlo Rienzi.

## Attività
L'associazione per Statuto persegue la tutela, in particolare con il ricorso allo strumento giudiziario, "dei diritti e degli interessi di consumatori ed utenti, …nei confronti dei soggetti pubblici e privati produttori e/o erogatori di beni e servizi… L’Associazione, inoltre, tutela i diritti e gli interessi individuali e collettivi dei consumatori e degli utenti, nei confronti di qualsiasi soggetto, promuovendo azioni giudiziarie o intervenendo in giudizi civili e penali, attraverso la costituzione di parte civile per il risarcimento del danno derivante dalla lesione di interessi collettivi concernenti le finalità perseguite dall'Associazione" (art. 2 Statuto Codacons).
L'associazione tutela "il diritto alla trasparenza, alla corretta gestione e al buon andamento delle pubbliche amministrazioni…" nonché "i consumatori gli utenti contribuenti e i risparmiatori da ogni forma di frode e di reati che offendono, oltre agli interessi che persegue, anche: la salute; l'istruzione; l'ambiente; gli animali; i beni storico archeologici e paesaggistici; il buon andamento dei mercati mobiliari, immobiliari e finanziari; il buon andamento servizi pubblici essenziali; il buon andamento della Pubblica Amministrazione; l'incolumità pubblica; la fede pubblica; l'economia pubblica, l'industria ed il commercio" (art. 2 Statuto Codacons).

## Controversie

### Polemiche con Fedez e Burioni
Nel marzo 2020 il Codacons chiese di partecipare ad una istruttoria aperta dall'Autorità garante della concorrenza e del mercato contro il sito GoFundMe, accusato di applicare in maniera poco chiara alcuni costi di commissione durante le donazioni. Il rapper Fedez, che assieme alla ex-moglie Chiara Ferragni aveva utilizzato la piattaforma per raccogliere donazioni destinate alla lotta alla pandemia da COVID-19, accusò l'associazione di voler bloccare la piattaforma e le raccolte fondi attivate tramite essa, nonché di volerlo intimidire e minacciare, rendendosi pericolosa per puro interesse personale. Il presidente del Codacons Rienzi rispose duramente a tali dichiarazioni e ribatté ad altre accuse lanciate dal cantante in merito alla campagna di raccolta fondi del Codacons, attaccando in maniera aperta e diretta la coppia e la loro attività in rete e stile di vita.
Il Codacons nel maggio successivo sporse querela contro Fedez per diffamazione, calunnia, violenza e minacce: tale querela venne archiviata il dicembre successivo. Un'altra querela per diffamazione venne presentata contro il virologo Roberto Burioni, il quale il 29 marzo aveva pubblicato un tweet in cui affermava che "Il Codacons se la prende con Fedez e Chiara Ferragni confermando il suo costante impegno a favore dei virus", ma anche tale querela venne successivamente archiviata.
Nel gennaio 2022 Rienzi venne citato in giudizio dalla procura di Roma per diffamazione ai danni della coppia, in riferimento ad una serie di comunicati pubblicati dal Codacons nel dicembre 2020 contenenti accuse di autopromozione e pubblicità occulta, che avrebbero fatto passare Fedez e Ferragni come "ignoranti, delinquenti e approfittatori".

### Posizioni sui vaccini
Il Codacons nel corso degli anni ha espresso varie critiche riguardo ai vaccini e alle vaccinazioni, ricevendo accuse di antivaccinismo.
Nel 2014 presentò un esposto sul vaccino esavalente a cui rispose l'Istituto superiore di sanità.
Il 5 dicembre 2017 il Ministero della salute ha querelato l'associazione per procurato allarme a seguito della presentazione di un esposto per "omicidio colposo, commercio e somministrazione di medicinali guasti" con riferimento a presunte "morti sospette" che sarebbero legate alla somministrazione di vaccini. L’ultimo esposto fa riferimento a un lavoro molto controverso nel quale si parla di “contaminazione da micro e nanoparticelle dei vaccini” distribuiti dal Servizio sanitario nazionale. Nell'esposto si faceva riferimento a pubblicazioni (a firma dei coniugi Antonietta Gatti e Stefano Montanari), già ampiamente screditate in passato, in cui si sosteneva una presunta contaminazione dovuta a nanoparticelle.
Il Codacons ha altresì fortemente criticato vari aspetti legati alle vaccinazioni pediatriche. Nel 2017 rese disponibile online un modulo per i genitori che desideravano provare a rinviare le vaccinazioni obbligatorie dei propri figli facendo appello alla necessità di svolgere gli inesistenti "test prevaccinali" prima di sottoporre i bambini alle iniezioni. Nel 2018 il giornalista di Piazza Pulita (La7) Andrea Casadio venne denunciato dal Codacons all’Ordine dei giornalisti del Lazio per aver fatto "domande provocatorie" ad un convegno antivaccinista durante una puntata. Il Codacons attirò critiche per la difesa di Gabriella Lesmo, Roberto Gava e Dario Miedico, medici radiati per le loro posizioni critiche nei confronti dei vaccini. 
Altre critiche all'associazione giunsero in occasione dell'incontro tra Carlo Rienzi e Andrew Wakefield, ex medico radiato per la frode scientifica sulla correlazione tra vaccini e autismo. Diverse polemiche originarono a seguito della proiezione da parte del Codacons presso il Quirinetta di Roma del documentario Vaxxed, prodotto da Wakefield, che sosteneva erroneamente la relazione tra vaccini e autismo e per aver contestato a Pietro Grasso di non aver proiettato il film in Senato. L'associazione depositò il documentario alla procura di Torino e all'Autorità anticorruzione per opporsi all'obbligo vaccinale e ai vaccini esavalenti, presentando inoltre un ricorso contro l'obbligo vaccinale successivamente respinto dal Tar del Lazio.
L'associazione ha in più occasioni ribadito di essere favorevole ai vaccini, ma di contestare alcuni aspetti sulla sicurezza e sulle campagne vaccinali, in particolari riguardo all'obbligatorietà.